# 問田大方
問田大方（といだのおおかた、生年不詳 - 元和5年5月20日（1619年6月21日））は、戦国時代から江戸時代初期にかけての女性。安芸国の国人・沼田小早川家の当主である小早川正平の娘で、戦国大名・毛利元就の三男で毛利両川として知られる小早川隆景の正室。

## 生涯
安芸国の国人・小早川氏の本家である沼田小早川家の当主・小早川正平の娘として生まれる。
天文12年（1543年）5月9日、大内義隆の出雲遠征に従軍していた父・正平が21歳で討死したため、兄の繁平が沼田小早川家の家督を継いだ。しかし、繁平は幼少の上に病弱だったため、尼子氏の安芸侵攻が始まった際に防げないと大内義隆や毛利元就に懸念され、天文19年（1550年）には尼子氏と内通した疑いで拘禁され、強引な手段で強制的に隠居・出家に追い込まれた。
天文20年（1551年）、竹原小早川家を継いでいた元就の三男・小早川隆景に沼田小早川家の家督も継がせるために隆景と結婚した。こうして両小早川家は再統一された。2人の間に子はなく、隆景は側室を置かなかったため桓武平氏流小早川本家の血筋は途絶えることになったが、夫婦仲は睦まじいものであり、生涯彼女を愛し続けた。元就の末子である才菊丸を養子に迎え、小早川元総（後の小早川秀包）と名乗らせて、家督を継がせた。
慶長2年（1597年）6月12日に夫の隆景が死去し、慶長5年（1600年）の関ヶ原の戦い後に毛利氏が長門国と周防国2ヶ国に減転封されると、義兄である吉川元春の外孫で隆景の旧臣でもある益田景祥の給領地にあたる周防国吉敷郡問田に移り住んだことから、「問田大方」と呼ばれた。
元和5年（1619年）5月20日に死去。法名は慈光院月渓永智。墓は山口県山口市下小鯖鳴滝の泰雲寺にある。

## 人物・逸話
夫・隆景は、黒田如水（官兵衛）と親交があった。『黒田家譜』には、隆景のことも記載されており、内室（問田大方）と接するときは、肩衣・袴を着けて、賓客をもてなすような態度をとり、平生余り戯言も言わなかったとされる。だか、小早川隆景と妻とは、仲がよかったと言われているが、婿養子であることの気遣いから礼人のごとくであったという。また、子がなかった理由について「（隆景は）いかなる考えからか、一生妻や妾を近づけなかったので、子がなかった」との記載がある。さらに、「（隆景の）内室は早くに亡くなり、その後再婚しなかった」とある。しかし最後の記述に関しては、内室（問田大方）よりも隆景の方が先に亡くなっているため信憑性が問われる。

## 関連作品
- 『毛利元就』（1997年、NHK大河ドラマ、演：三船美佳（少女時代）→藤吉久美子） - 役名は「阿古の方」（あこのかた）。